# Fejervarya pulla
Fejervarya pulla és una espècie de granota de la família Ranidae que viu a Malàisia. Aquest tàxon es coneix només en la zona d'un "petit toll d'aigua a una altura d'uns 600 m snm al turó de Penang", Malàisia. El seu hàbitat natural és desconegut. Conté un tàxon aquàtic amb un desenvolupament larval. No hi ha amenaces significatives per a la supervivència d'aquesta espècie.